# Campeonato Europeo de Turismos

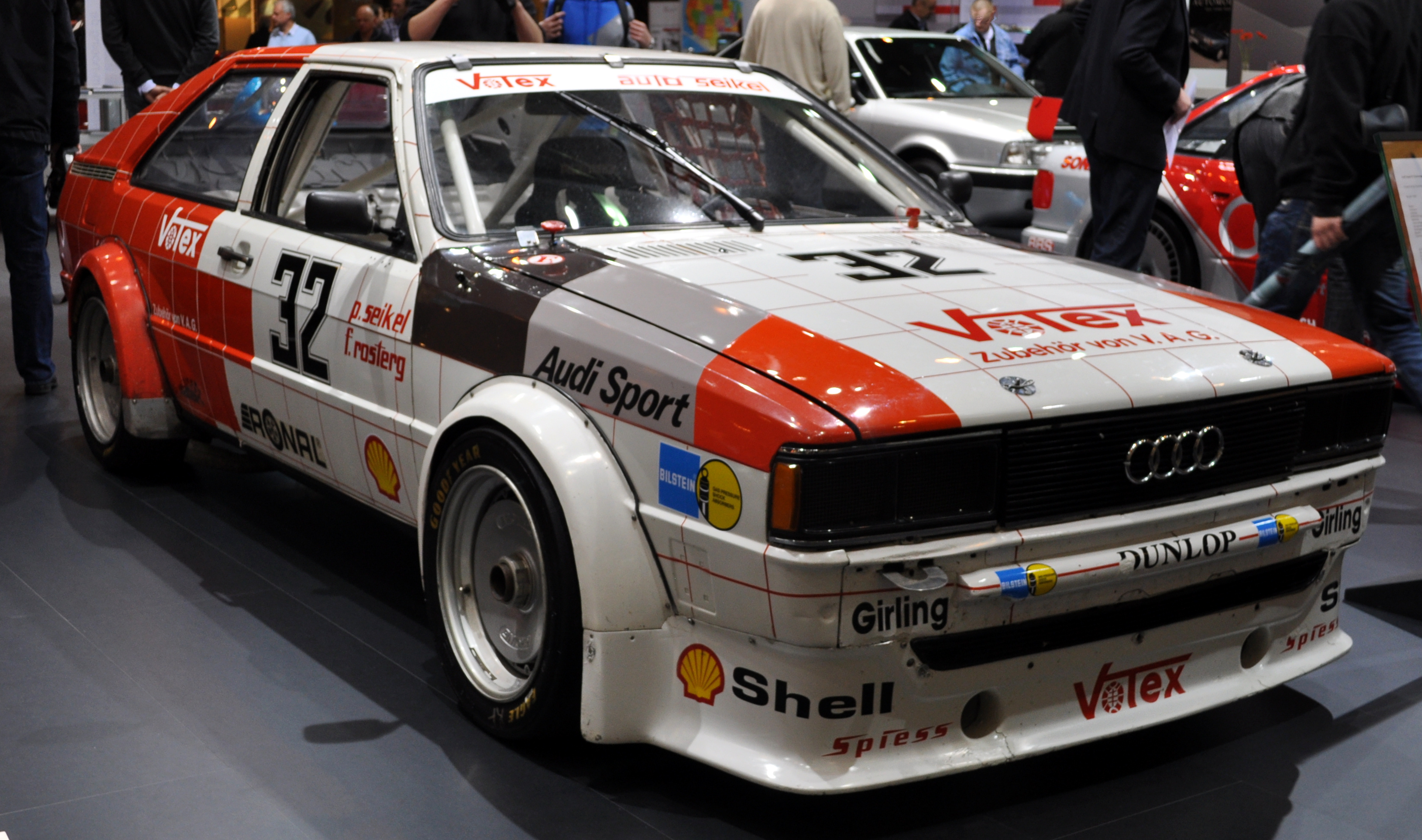
Audi Coupé del Campeonato Europeo de Turismos de 1981

El Campeonato Europeo de Turismos (European Touring Car Championship en inglés, abreviado ETCC) es un campeonato de automóviles de turismo disputado en varios países de Europa y organizado por la FIA. Tuvo dos encarnaciones, una entre los años 1963 y 1988, y otra entre 2002 y 2004. A partir de 2005 se convirtió en el Campeonato Mundial de Turismos, en tanto que surgió la Copa Europea de Turismos.
El ETCC permitía inicialmente varias homologaciones, que hacían compartir pista a modelos tan dispares como el Fiat 600 y el Mercedes-Benz Clase S. La crisis del petróleo de 1973 dificultó el crecimiento de las especificaciones más potentes, por lo que los Grupo 5 fueron abandonados, quedando los Grupo 1 y 2 como las únicas especificaciones permitidas.
En 1982, el reglamento pasó a exigir las homologaciones Grupo N y Grupo A; la primera casi no se utilizó. El desarrollo tecnológico hizo crecer los costos para los equipos hasta que el ETCC se dejó de correr a fines de 1988.
El Campeonato Italiano de Superturismos, había sido renombrado Copa Europea de Superturismos en el año 2000 al visitar cuatro circuitos no italianos. En la temporada 2001, se expandió a toda Europa, cambió la homologación Superturismo por la Super 2000 y cambió su nombre a "Campeonato Europeo de Superturismos", luego Campeonato Europeo de Turismos a partir del año siguiente.
El ETCC se convirtió en el Campeonato Mundial de Turismos en la temporada 2005, al incorporar fechas en México y Macao. Al mismo se creó la Copa Europea de Turismos, una carrera que se disputa desde entonces a fines de año. La Copa Europea de Turismos se compuso de varias fechas en 2010 y a partir de 2012.

## Circuitos

### 1966-1988
- Spa-Francorchamps (1966-1973, 1976, 1982-1986, 1988)
- Zolder (1963-1968, 1977-1988)
- Brno (1968-1972, 1975-1986)
- Jarama (1968-1972, 1974-1979, 1985-1986, 1988)
- Dijon (1988)
- Nogaro (1985-1988)
- Paul Ricard (1971-1973)
- Mont Ventoux (1963-1966)
- Hockenheimring (1986)
- Nürburgring (1963-1980, 1982-1986, 1988)
- Zandvoort (1963-1975, 1977-1979)
- Estoril (1977-1978, 1985-1988)
- Monza (1964-1986, 1988)
- Pergusa (1977, 1979-1984)
- Vallelunga (1974, 1976, 1979-1985, 1988)
- Imola (1987)
- Misano (1986)
- Mugello (1976-1979, 1982-1984)
- Brands Hatch (1963-1964, 1969, 1978-1980)
- Silverstone (1970, 1972-1973, 1976-1986, 1988)
- Donington Park (1981-1988)
- Mallory Park (1963-1964)
- Oulton Park (1967)
- Snetterton (1965-1968)
- Aspern (1966-1969)
- Olympia (1965)
- Österreichring (1978-1979, 1983-1987)
- Salzburgring (1970-1985)
- Timmelsjoch (1963-1964)
- Budapest (1963-1964, 1966-1967, 1969-1970)
- St. Ursanne (1964-1965, 1967)
- Eigental (1966, 1968)
- Marchairuz (1969)
- Anderstorp (1985-1987)
- Karlskoga (1964-1965)
- Mantorp Park (1973)
- Belgrado (1967-1969)

## Campeones

### Campeonato Europeo de Turismos (1963-1988)
| Año  | Piloto | Marca                                                                       |
| ---- | --- | --------------------------------------------------------------------------- |
| 1963 | Peter Nöcker (Jaguar Mk II)                                                                                                | No se disputó                                                               |
| 1964 | Warwick Banks (Mini) | No se disputó                                                               |
| 1965 | Div.3: Jacky Ickx (Ford Mustang) Div.2: John Whitmore (Lotus Cortina) Div.1: Ed Swart (Abarth 1000 TC)                     | Div.3: Ford Div.2: Ford Div.1: Abarth                                       |
| 1966 | Div.3: Hubert Hahne (BMW 2000ti) Div.2: Andrea de Adamich (Alfa Romeo 1600 GTA) Div.1: Giancarlo Baghetti (Abarth 1000 TC) | Div.3: BMW Div.2: Alfa Romeo Div.1: Abarth                                  |
| 1967 | Div.3: Karl von Wendt (Porsche 911) Div.2: Andrea de Adamich (Alfa Romeo 1600 GTA) Div.1: Willi Kauhsen (Abarth 1000 TC)   | Div.3: Porsche Div.2: Alfa Romeo Div.1: Abarth                              |
| 1968 | Div.3: Dieter Quester (BMW 2002) Div.2: John Rhodes (Morris Mini) Div.1: John Handley (Morris Mini)                        | Div.3: BMW Div.2: BMC Div.1: BMC                                            |
| 1969 | Div.3: Dieter Quester (BMW 2002) Div.2: Spartaco Dini (Alfa Romeo 1600 GTA) Div.1: Marsilio Pasotti (Abarth 1000 TC)       | Div.3: BMW Div.2: Alfa Romeo Div.1: Abarth                                  |
| 1970 | Toine Hezemans (Alfa Romeo 2000 GTAm)                                                                                      | BMW                                                                         |
| 1971 | Dieter Glemser (Ford Capri)                                                                                                | Alfa Romeo                                                                  |
| 1972 | Jochen Mass (Ford Capri)                                                                                                   | Alfa Romeo                                                                  |
| 1973 | Toine Hezemans (BMW 3.0 CSL)                                                                                               | BMW                                                                         |
| 1974 | Hans Heyer (Ford Escort)                                                                                                   | Ford                                                                        |
| 1975 | Siegfried Müller Sr. (BMW 3.0 CSL) Alain Peltier (BMW 3.0 CSL)                                                             | Div.2: BMW Div.1: Ford                                                      |
| 1976 | Jean Xhenceval (BMW 3.0 CSL) Pierre Dieudonné (BMW 3.0 CSL)                                                                | Div.4: BMW Div.3: Opel Div.2: Alfa Romeo Div.1: Alfa Romeo                  |
| 1977 | Dieter Quester (BMW 3.0 CSL)                                                                                               | Div.5: BMW Div.4: BMW Div.3: Alfa Romeo Div.2: Volkswagen Div.1: Alfa Romeo |
| 1978 | Umberto Grano (BMW 3.0 CSL)                                                                                                | BMW                                                                         |
| 1979 | Martino Finotto (BMW 3.0 CSL) Carlo Facetti (BMW 3.0 CSL)                                                                  | BMW                                                                         |
| 1980 | Helmut Kelleners (BMW 320) Siegfried Müller Jr. (BMW 320)                                                                  | Audi                                                                        |
| 1981 | Umberto Grano (BMW Serie 6) Helmut Kelleners (BMW Serie 6)                                                                 | Škoda                                                                       |
| 1982 | Umberto Grano (BMW Serie 5)                                                                                                | Alfa Romeo                                                                  |
| 1983 | Dieter Quester (BMW Serie 6)                                                                                               | Alfa Romeo                                                                  |
| 1984 | Tom Walkinshaw (Jaguar XJS)                                                                                                | Alfa Romeo                                                                  |
| 1985 | Gianfranco Brancatelli (Volvo 200) Thomas Lindström (Volvo 200)                                                            | Alfa Romeo                                                                  |
| 1986 | Roberto Ravaglia (BMW Serie 6)                                                                                             | Toyota                                                                      |
| 1987 | Winfried Vogt (BMW Serie 3)                                                                                                | BMW                                                                         |
| 1988 | Roberto Ravaglia (BMW Serie 3)                                                                                             | Ford                                                                        |

### Campeonato Europeo de Turismos (2000-2004)
| Año  | General             | General        | General    | Independientes      | Independientes | Independientes |
| Año  | Pilotos             | Pilotos        | Equipos    | Pilotos             | Pilotos        | Equipos        |
| ---- | ------------------- | -------------- | ---------- | ------------------- | -------------- | -------------- |
| 2000 | Fabrizio Giovanardi | Alfa Romeo 156 | Nordauto   | No se disputó       | No se disputó  |                |
| 2001 | Fabrizio Giovanardi | Alfa Romeo 156 | Nordauto   | Sandro Sardelli     | Nissan Primera | No se disputó  |
| 2002 | Fabrizio Giovanardi | Alfa Romeo 156 | Alfa Romeo | Fabrizio Giovanardi | Alfa Romeo 156 | No se disputó  |
| 2003 | Gabriele Tarquini   | Alfa Romeo 156 | Alfa Romeo | Duncan Huisman      | BMW Serie 3    | Autodelta      |
| 2004 | Andy Priaulx        | BMW Serie 3    | BMW        | Tom Coronel         | BMW Serie 3    | Autodelta      |

### Copa Europea de Turismos (2005-2017)
| Año  | Super 2000/TC2 Turbo/ETCC1 | Super 2000/TC2 Turbo/ETCC1 | Superproducción/TC2 | Superproducción/TC2 | Super 1600/ETCC2   | Super 1600/ETCC2    | Trofeo Monomarcas | Trofeo Monomarcas   |
| ---- | -------------------------- | -------------------------- | ------------------- | ------------------- | ------------------ | ------------------- | ----------------- | ------------------- |
| 2005 | Richard Göransson          | BMW Serie 3                | Lorenzo Falessi     | Alfa Romeo 147      | No se disputó      | No se disputó       | No se disputó     | No se disputó       |
| 2006 | Ryan Sharp                 | SEAT León                  | Alexander Lvov      | Honda Civic         | No se disputó      | No se disputó       | No se disputó     | No se disputó       |
| 2007 | Michel Nykjaer             | SEAT León                  | Aleksey Basov       | Honda Civic         | Jens Guido Weimann | Ford Fiesta         | No se disputó     | No se disputó       |
| 2008 | Michel Nykjaer             | Chevrolet Lacetti          | Fabio Fabiani       | Honda Civic         | Ralf Martin        | Ford Fiesta         | No se disputó     | No se disputó       |
| 2009 | James Thompson             | Honda Accord               | Marcis Birkens      | Honda Civic         | Carsten Seifert    | Ford Fiesta         | No se disputó     | No se disputó       |
| 2010 | James Thompson             | Honda Accord               | Vojislav Lekic      | Honda Civic         | Carsten Seifert    | Ford Fiesta         | No se disputó     | No se disputó       |
| 2011 | Fabrizio Giovanardi        | Honda Accord               | Aleksandar Tosić    | Honda Civic         | Thomas Mühlenz     | Ford Fiesta         | No se disputó     | No se disputó       |
| 2012 | Fernando Monje             | SEAT León                  | Nikolay Karamyshev  | Honda Civic Type-R  | Kevin Krammes      | Ford Fiesta ST      | Stian Paulsen     | SEAT León Supercopa |
| 2013 | Petr Fulín                 | BMW 320si                  | No se disputó       | No se disputó       | Kevin Krammes      | Ford Fiesta 1.6 16V | Mario Dablander   | SEAT León Supercopa |
| 2014 | Nikolay Karamyshev         | Chevrolet Cruze 1.6T       | Petr Fulín          |                     | Gilles Bruckner    | Ford Fiesta 1.6 16V | Dmitry Bragin     | SEAT León Supercopa |
| 2015 | Davit Kajaia               | BMW 320 TC                 | Michal Matějovský   |                     | Niklas Mackschin   | Ford Fiesta 1.6 16V | Dušan Borković    | SEAT León Cup Racer |
| 2016 | Kris Richard               | Honda Civic TCR            | No se disputó       | No se disputó       | Niklas Mackschin   | Ford Fiesta 1.6 16V | No se disputó     | No se disputó       |
| 2017 | Petr Fulín                 | SEAT León TCR              | No se disputó       | No se disputó       | No se disputó      | No se disputó       | No se disputó     | No se disputó       |

## Pilotos destacados

### 1963-1988
| Piloto                 | Tïtulos | Victorias |
| ---------------------- | ------- | --------- |
| Umberto Grano          | 3       | 30        |
| Helmut Kelleners       | 2       | 26        |
| Tom Walkinshaw         | 1       | 25        |
| Dieter Quester         | 4       | 24        |
| John Whitmore          | 1       | 15        |
| Toine Hezemans         | 2       | 14        |
| Carlo Facetti          | 1       | 14        |
| Pierre Dieudonné       | 0       | 13        |
| Martino Finotto        | 1       | 12        |
| Dieter Glemser         | 1       | 12        |
| Win Percy              | 0       | 12        |
| Gianfranco Brancatelli | 1       | 10        |
| Jean Xhenceval         | 1       | 10        |
| Chuck Nicholson        | 0       | 10        |
| Roberto Ravaglia       | 2       | 9         |
| Andrea de Adamich      | 2       | 9         |
| Hans Heyer             | 1       | 9         |
| Thomas Lindström       | 1       | 9         |
| Steve Soper            | 0       | 9         |
| Jochen Mass            | 1       | 8         |

### 2000-2004
| Piloto              | Tïtulos | Victorias |
| ------------------- | ------- | --------- |
| Gabriele Tarquini   | 1       | 21        |
| Fabrizio Giovanardi | 3       | 18        |
| Jörg Müller         | 0       | 12        |
| Roberto Colciago    | 0       | 9         |
| Andy Priaulx        | 1       | 8         |
| Nicola Larini       | 0       | 8         |
| Dirk Müller         | 0       | 8         |
| Gianni Morbidelli   | 0       | 5         |
| Peter Kox           | 0       | 5         |